# Médaille pour la défense du Transarctique Soviétique
La médaille pour la défense du Transarctique Soviétique (en russe : Медаль «За оборону Советского Заполярья») est une décoration militaire de l'URSS, créée en 1944, pour rendre hommage aux militaires et civils qui ont contribué à repousser les troupes allemandes sur le front du Nord et le front de Carélie lors de la Seconde Guerre mondiale.

## Historique
La remise de la médaille se fait au nom du Soviet suprême de l'Union soviétique à partir de 5 décembre 1944. La décoration est décernée aux soldats de l'Armée rouge, aux marins de la flotte du Nord aux membres du NKVD, ainsi qu'aux civils affectés à la construction des lignes de fortification, à la fabrication des munitions et du matériel militaire, à la prévention des incendies lors des bombardements, à l'organisation du transport et du service d'approvisionnement, aux soins des blessés et enfants pendant la période entre 22 juin 1941 et le mois de novembre 1944.
En 1995, le recensement a révélé 353 240 personnes décorées.

## Description
Médaille en laiton de forme ronde de 32 mm de diamètre. Sur l'avers se trouve le relief d'un soldat coiffé de l'ouchanka tenant un pistolet-mitrailleur PPSh-41. Derrière lui à gauche on distingue la silhouette d'un navire militaire et deux avions dans le ciel. À l'avant-plan en bas se trouvent deux chars de combat. Sur le pourtour en haut, la description pour la défense du Transarctique Soviétique (За оборону Советского Заполярья). Au verso, le symbole de Faucille et marteau sous lequel la description Pour notre patrie soviétique (За нашу Советскую Родину!). Une maille relie la médaille au ruban de soie moirée de 24 mm de large couleur bleu clair avec une rayure verte de 6 mm au centre. Sur le revers du ruban une épingle est fixée afin de maintenir la décoration au vêtement.

## Port de la médaille
La décoration se porte épinglée sur le côté gauche du vêtement. Parmi d'autres médailles elle se place après la médaille pour la défense du Caucase.